# Erengisle
Erengisle är ett mansnamn med belägg från medeltiden i Sverige. Namnet är ett variationsnamn, med fornsvenska namnlederna ærin- med betydelsen ”ära” eller ”heder”, och -gisl. Namnet har burits av flera medeltida stormän och riksråd, och förekommer i både genealogiska källor och medeltida diplom. Stavningen varierar i källorna, med former som Erengisl, Erengisill och Eringisle.
Namnet är mycket ovanligt i modern tid. Enligt Skatteverket fanns det 4 personer i Sverige med Erengisle som förnamn år 2025.

## Personer med namnet
- Erengisle Bengtsson (Tre sjöblad)
- Erengisle Gädda
- Erengisle Nilsson den äldre
- Erengisle Nilsson den yngre
- Erengisle Näskonungsson
- Erengisle Petersson (Bonde)
- Erengisle Plata den äldre
- Erengisle Sunesson (Bååt)